# لوئیس برنان
لوئیس برنان (انگلیسی: Louis Brennan; ۲۸ ژانویهٔ ۱۸۵۲ – ۱۷ ژانویهٔ ۱۹۳۲) مهندس و مخترع اهل بریتانیا بود.